# 信州 (江西省)
信州，中国唐朝时设置的州。
乾元元年（758年）由饶州析置，治所为上饶县（今江西省上饶市），辖境大致相当于今信江流域各县，下辖上饶县、贵溪县（今江西省贵溪市）、弋阳县、永丰县（今江西省上饶市广丰区）、玉山县（今江西省玉山县）。元朝至元十四年（1277年）升为信州路。
信州刺史
- 杨光翼（758年）
- 邓承绪（肃宗时）
- 裴倩（大历初年）
- 萧定（大历初年）
- 齐䎖（大历年间）
- 韦某（大历年间）
- 萧遇（建中年间）
- 陆长源（784年）
- 孙成（贞元初年）
- 姚钦（785年—786年）
- 萧公瑜（786年—787年）
- 卢徵（787年—788年）
- 刘太真（789年—790年）
- 郑叔则（791年）
- 孙公器（792年—793年）
- 李充（795年）
- 姚骥（796年）
- 李伷（贞元年间）
- 陆质（803年）
- 李岑（贞元、元和年间）
- 李位（813年—814年）
- 崔颍（元和年间）
- 李虞（长庆年间）
- 裴注（822年）
- 庞严（824年）
- 窦庠（825年）
- 薛某（文宗时）
- 卢某（文宗时）
- 任如愚（851年）
- 陆绍（852年）
- 高某（大中年间）
- 韦德邻（咸通年间）
- 杜宗之（咸通年间）
- 张某（乾符年间）
- 陈全裕（光启年间）
- 刘汾（光启年间）
- 危仔昌（894年—907年）